# Enkleia
Enkleia es un género con nueve especies de plantas  pertenecientes a la familia Thymelaeaceae.

## Especies seleccionadas
- Enkleia andamanica
- Enkleia coriacea
- Enkleia malaccensis

## Sinonimia
- Kerrdora, Macgregorianthus